# Cruzília
Cruzília é um município brasileiro do estado de Minas Gerais. De acordo com o Instituto Brasileiro de Geografia e Estatística (IBGE), sua população em 2022 foi estimada em 15 362habitantes.
Localizada no Sul de Minas, Cruzília pertence ao Caminho Velho da Estrada Real e integra o circuito turístico das Montanhas Mágicas da Mantiqueira. É conhecida por suas fazendas centenárias, por ser o berço dos cavalos da raça manga-larga marchador e sua indústria de móveis e queijos.

## História

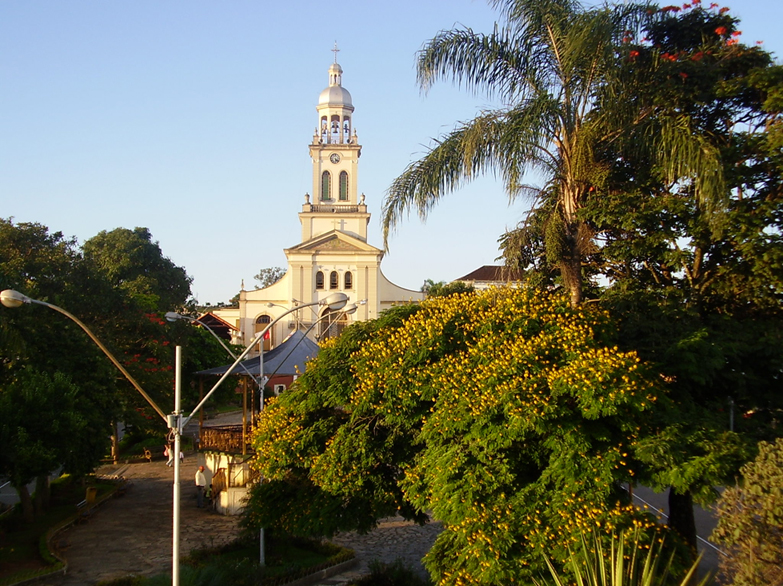
Praça Cap. Maciel e Igreja Matriz em 2009.

Cruzília, antigo distrito criado em 1873 e subordinado a Baependi, tornou-se município em 27 de dezembro de 1948.

## Economia

### Móveis
A indústria moveleira de Cruzília é uma das geradora de empregos no município.

### Queijos
A fabricação de queijos finos levou Cruzília à liderança do Ranking Nacional dos Melhores Queijos do Brasil em 2009 e novamente em 2010. No município são produzidos diversos tipos de queijo, que se dividem em sete grupos: queijos de massa filada, queijos de massa cozida, queijos de massa semi-cozida, queijos de massa crua, queijos de mofo branco, queijos de mofo azul e queijos condimentados.
A pecuária está presente em Cruzília desde sua fundação, sendo a produção leiteira uma das práticas mais tradicionais no município. O comércio de insumos agrícolas também se destaca, bem como o cultivo de milho, feijão e batata, dentre outros.
Já a silvicultura é a atividade que mais se intensificou a partir da década de 2000, principalmente quanto ao plantio de eucalipto, em muitos casos fomentado por uma grande empresa de papel e celulose instalada na região.
O comércio e a prestação de serviços, de modo geral, representam a maior fonte empregadora. Destaca-se entre eles o beneficiamento de quartzito - "pedra São Thomé", como uma importante atividade no município.
Por fim, merece menção o Hospital Dr. Cândido Junqueira.

## Cultura

### Educação
No centenário Collégio Parochial São Sebastião, atual E.E. São Sebastião, boa parte da população cursou o ensino Fundamental e Médio.
Há ainda no município a E.E. D. Leonina Nunes Maciel, E.E. Mons. João Câncio e E.M.D. Benvinda Imaculada Conceição, entre outras.

### Lazer
O Clube Campestre Ypê, popularmente chamado de "Clube de Campo", está localizado na zona rural, a 5 km da cidade. O clube é conhecido pelo Baile do Hawaíí, que promove sempre nas noites de sexta-feira do carnaval. Existe ainda o Clube Recreativo Encruzilhadense.

### Música
O Festival de Cruzília, salvo em condições atípicas, acontece na segunda quinzena do mês de julho.

### Cinema
Corria o ano de 1942 quando era inaugurado o primeiro cinema de Cruzília - então Encruzilhada. O Cine Vitória foi fundado aos 20 de dezembro daquele ano em uma edificação localizada em frente ao atual hospital pela empresa "Maciel, Arantes & Pinto", composta por Paulo Maciel Arantes, José Geraldo de Arantes e Lázaro Pinto. O equipamento cinematográfico foi adquirido de Gustavo Zieglitz, especialista de São Paulo. O primeiro filme exibido foi Voando às Cegas, com Richard Harley.
Dez anos mais tarde, em 1952, às 13 horas do dia 29 de junho, foi inaugurado o novo prédio do Cine Vitória na praça principal da cidade, onde se encontra até hoje. Os idealizadores e construtores da obra foram Paulo Maciel Arantes e José Sebastião Nunes Maciel (Juca). Quem anunciava as sessões pelo alto-falante era Alceu Maciel Pereira. Posteriormente o prédio foi adquirido pela prefeitura da cidade, à qual pertence até hoje. Infelizmente encontra-se desativado atualmente.

## Eventos
- 20 de janeiro: Festa do Padroeiro São Sebastião
- Carnaval: Seis dias de festa, começando na quinta à noite com o Baile da Saudade. Acontece pelas ruas do centro no período noturno e na Esquina Mineira (bairro Vila Maria) durante as tardes.
- Semana Santa: Calendário religioso com missas e procissões
- Corpus Christi: Calendário religioso com missas e procissões
- Julho: Festa do Peão (1ª quinzena); Jogos Abertos (evento esportivo que reúne cidades vizinhas); Festa da Colheita; Festival de Música (2ª quinzena)
- 27 de dezembro: Aniversário da cidade